# Drosophila xiphiphora
Drosophila xiphiphora är en tvåvingeart som beskrevs av Pipkin 1964. Drosophila xiphiphora ingår i släktet Drosophila och familjen daggflugor.
Artens utbredningsområde är Panama.